# 桃峪口水库
桃峪口水库是位于北京市昌平县上苑乡桃峪口村的水库，拦截蔺沟河桃峪口沟出口。
1960年建成。总库容1008万立方米，面积105万平方米，控制流域面积40平方公里。建有1座主坝，3座副坝、溢洪道和输水管。主坝高21米，顶长320米。
该水库有60万平方米的面积被用来养鱼。